# 舟戸町 (川口市)
舟戸町（ふなとちょう）は、埼玉県川口市の町名。現行行政地名は舟戸町のみ。丁番を持たない単独町名である。住居表示実施地区。郵便番号は332-0013。

## 地理
川口市の南部の荒川河川敷に全域が位置する。町域が新荒川大橋付近で荒川の流路を超えて東京都北区側に張り出しているが、河川改修前の荒川は現在より南に蛇行していてそれに沿って境界が設定されていた名残である。
川口地区高規格堤防事業により、2018年完成を目途にかさ上げ工事が進んでいる。民主党による事業仕分けによって2010年に一旦事業廃止が成されたが、2012年より事業再開している。

## 歴史

### 沿革
- 1971年（昭和46年）1月1日[5] - 寿町・金山町・本町一丁目・元郷二丁目の各一部[5][8]より住居表示実施により舟戸町が成立。

## 小・中学校の学区
市立小・中学校に通う場合、学区（校区）は以下の通りとなる。
| 番地 | 小学校             | 中学校           |
| ---- | ------------------ | ---------------- |
| 全域 | 川口市立舟戸小学校 | 川口市立南中学校 |

## 交通
地内を東北本線・埼玉高速鉄道が通過するが駅は設置されていない。元郷の川口元郷駅が最寄り駅となっている。

### 道路
- 国道122号
  - 新荒川大橋

## 施設
何れも荒川堤外地にある。また、町域である河川敷は運動場やゴルフ場などとして利用されている。
- 川口市立舟戸小学校[10]
- 川口市立南中学校
- 川口市立舟戸幼稚園
- 平等山善光寺
- 舟戸運動場[5]